# Cerro al Volturno
Cerro al Volturno é uma comuna italiana da região do Molise, província de Isérnia, com cerca de 1.433 habitantes. Estende-se por uma área de 23 km², tendo uma densidade populacional de 62 hab/km². Faz fronteira com Acquaviva d'Isernia, Castel San Vincenzo, Colli a Volturno, Forlì del Sannio, Fornelli, Montenero Val Cocchiara, Rocchetta a Volturno.

## Demografia
| Variação demográfica do município entre 1861 e 2011                               |
|                                                                                   |
| Fonte: Istituto Nazionale di Statistica (ISTAT) - Elaboração gráfica da Wikipedia |